# ماكسيم رايموند بوك
ماكسيم رايموند بوك هو كاتب كندي، ولد في 1981 في مونتريال في كندا.